# ليوناردو سيلاورين
ليوناردو سيلاورين أوريارتي (بالإسبانية: Leonardo Cilaurren)‏ (5 نوفمبر 1912 – 9 ديسمبر 1969) لاعب كرة قدم إسباني راحل كان يجيد اللعب في خط الوسط .
لعب طوال مسيرته الرياضية في أندية أريناس (1929-1931) أتلتيك بيلباو (1931-1939) ريفر بليت (1939-1941) بينارول (1941-1943) ريال إسبانيا (1943-1945).
مثل منتخب إسبانيا في 14 مباراة (1931-1935). شارك مع منتخب إسبانيا في بطولة كأس العالم 1934 في إيطاليا حيث خرج من الدور الربع النهائي.

## وصلات خارجية
- ليوناردو سيلاورين على موقع الاتحاد الدولي (مؤرشف)  (الإنجليزية)
- ليوناردو سيلاورين على موقع قاعدة بيانات كرة القدم.إي يو (الإنجليزية)
- ليوناردو سيلاورين على موقع ناشيونال فوتبول تيمز (الإنجليزية)
- ليوناردو سيلاورين على موقع عالم كرة القدم.نت (الإنجليزية)
- سيرة ذاتية